# George Carl Gotthilf von Schütz

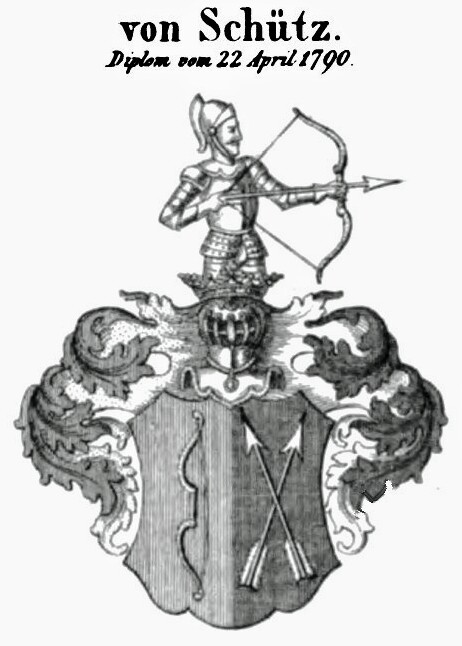
Wappen derer von Schütz zum Adelsdiplom von 1790

George Carl Gotthilf von Schütz, bis 1790 George Carl Gotthilf Schütz, (* 24. September 1758 in Pasewalk; † 30. Mai 1805 in Berlin) war ein preußischer Kammerbeamter. 

## Leben
Sein Vater Johann Wilhelm Schütz war Bürgermeister und Stadtrichter von Pasewalk. 
Schütz besuchte, nachdem er bereits in der Stadtschule Pasewalk ersten Unterrichten erhalten hatte, von 1774 bis 1776 das Gymnasium in Stettin. Seit 1776/1777 studierte Schütz Jurisprudenz an der Universität Halle. Hier hörte er insbesondere Vorlesungen der Professoren Holzhauer, Zepernick, Heisler, Woltaer und Nettelbladt. 
im Jahr 1780 wurde Schütz Referendar an der Pommerschen Kriegs- und Domänenkammer und avancierte 1782 zum expedierenden Sekretär bei der Pommerschen Meliorationskommission. 1785 wurde er zum Kriegs- und Domänenrat in Küstrin ernannt. Er wurde 1788 zur Oberrechnungskammer versetzt und war seit etwa 1792 Direktor des Feldkommissariats der Rheinarmee. 1795 erfolgte sein Aufstieg zum Finanzrat. In Ermangelung einer freien Stelle wurde er zunächst Oberrechnungsrat beim Generaldirektorium und wechselte 1798 als ordentlicher Finanzrat ins VI. Department. Schon 1800 war er vortragender Rat und wurde noch 1801 hervorragend beurteilt. Seit dem Jahr 1802 geriet er wegen gesundheitlicher Probleme in Verzug mit den ihm übertragenen Aufgaben.
Der Geheime Oberfinanzrat von Schütz wurde 1803, zunächst ohne Pension, dann doch mit 400 Talern jährlich, wegen seiner Arbeitsrückstände verabschiedet. 
Bereits im Jahre 1790 wurde Schütz zusammen mit seinem Bruder, dem Geheimen Oberfinanzrat Johann Friedrich (1740–1798), als von Schütze in den Adelsstand erhoben.
Aus seiner Ehe mit der ihm überlebenden Katharina Philippine Johanna, geborene von Woedtke ist die Tochter Wilhelmine Auguste (1790–1862) hervorgegangen, diese war seit 1810 mit dem Generalmajor Wilhelm von Schack (1786–1831) verheiratet.
Nach Schütz wurde im Zuge der Kultivierung und Kolonisation des Warthebruchs der Ort Schützensorge benannt.